# جوناثان رودريغيز (لاعب كرة قدم)
جوناثان رودريغيز (بالإسبانية: Jonathan Javier Rodríguez)‏ (ولد سنة 1993  م) هو لاعب كرة قدم، من الأوروغواي، يلعب كمهاجم لـ نادي كلوب أمريكا المكسيكي (بالإسبانية: Club América)

## مسيرته الكروية
لعب جوناثان رودريغيز خلال مسيرته الاحترافية مع 6 أندية في عشرة مواسم وسجل خلالها 65 هدفًا ضمن 176 مباراة. ولم يفز بأي موسم بالكأس وفاز في موسمين بالدوري.
خاض جوناثان رودريغيز مسيرته مع نادي بنيارول في موسم 2013–14 ولمدة موسمين، مشاركًا في 38 مباراة سجل خلالها 15 هدفًا. ثم انتقل إلى نادي بنفيكا في موسم 2014–15 لمدة موسم واحد، حيث شارك في مباراة ولم يسجل أي هدف. لينتقل بعدها إلى نادي ديبورتيفو لاكورونيا في موسم 2015–16 لمدة موسم واحد، مشاركًا في 13 مباراة ولم يسجل أي هدف أيضًا. ثم انتقل إلى نادي سانتوس لاغونا في موسم 2016–17 واستمر معه طيلة ثلاثة مواسم، مشاركًا في 78 مباراة سجل خلالها 27 هدفًا. هذا وانتقل لاحقًا إلى نادي كروز آزول في موسم 2018–19 ولمدة موسمين، مشاركًا في 40 مباراة سجل خلالها 16 هدفًا.

## روابط خارجية
- جوناثان رودريغيز على موقع الدوري الأمريكي (الإنجليزية)
- جوناثان رودريغيز على موقع قاعدة بيانات كرة القدم.إي يو (الإنجليزية)
- جوناثان رودريغيز على موقع ناشيونال فوتبول تيمز (الإنجليزية)
- جوناثان رودريغيز على موقع Soccerbase.com (لاعب) (الإنجليزية)
- جوناثان رودريغيز على موقع Soccerway.com (الإنجليزية)
- جوناثان رودريغيز على موقع AS.com (الإسبانية)